# Tadeusz Grabarczyk (historyk)
Tadeusz Włodzimierz Grabarczyk (ur. 17 grudnia 1966) – polski historyk wojskowości i mediewista, doktor habilitowany.

## Życiorys
Absolwent historii Uniwersytetu Łódzkiego (1991). Doktorat (1999 – Piechota zaciężna w Polsce XV wieku; promotor: Jan Szymczak) i habilitacja (2015 – Jazda zaciężna Królestwa Polskiego w XV wieku) tamże. Kierownik Katedry Historii Średniowiecznej Wydziału Filozoficzno-Historycznego. Członek Polskiego Towarzystwa Historycznego i Wieluńskiego Towarzystwa Naukowego. Główne zainteresowania badawcze: historia wojskowości do XVI wieku, dzieje miast i przestępczość w średniowieczu.

## Wybrane publikacje
- Piechota zaciężna Królestwa Polskiego w XV wieku, Łódź: "Ibidem" 2000.
- Na gardle karanie. Kara śmierci w średniowiecznej Polsce, Warszawa: Wydawnictwo DiG 2008.
- Łęczyca. Bibliografia królewskiego miasta, Łódź: P.P.-H. "Drukarnia" 2007.
- Uniejowskie strony : karty z przeszłości odległej, nieznanej i bliskiej Gminy Uniejów,  Łódź – Uniejów: Urząd Miasta 2008  (współautorzy: Anna Kowalska-Pietrzak, Jan Szymczak.
- Mieszczanie wieluńscy do początków XVI wieku: biogramy, Łódź – Wieluń: Wieluńskie Towarzystwo Naukowe 2008  (współautor: Tadeusz Nowak).
- In tempore belli et pacis: ludzie, miejsca, przedmioty : księga pamiątkowa dedykowana prof. dr. hab. Janowi Szymczakowi w 65-lecie urodzin i 40-lecie pracy naukowo-dydaktycznej, pod red. Tadeusza Grabarczyka, Anny Kowalskiej-Pietrzak, Tadeusza Nowaka, Warszawa: Wydawnictwo DiG 2011 (redakcja).
- Dynamika przemian społecznych i religijnych w średniowieczu: III Kongres Mediewistów Polskich, Łódź, 22-24 września 2008 roku, Warszawa: Wydawnictwo DiG 2011 (redakcja).
- Historia Żydów łęczyckich na przestrzeni wieków, Łódź – Łęczyca: Towarzystwo Naukowe Płockie 2012 (redakcja).
- Jazda zaciężna Królestwa Polskiego w XV wieku, Łódź: Wydawnictwo Blue Note 2015.